# Силвија Плат
Силвија Плат (енгл. Sylvia Plath; Бостон, 27. октобар 1932 — Лондон, 11. фебруар 1963) била је америчка песникиња, књижевница и ауторка приповедака.
Рођена је у Бостону (Масачусетс) и студирала је на Смит колеџу и Њухам колеџу на Универзитету Кембриџ, пре него што је постала позната песникиња и књижевница. Била је жена песника Теда Хјуза за кога се удала 1956; заједно су живели у САД и Енглеској и имали су двоје деце, Фриду и Николаса. Платова је највећи део свог зрелог доба боловала од депресије и извршила је самоубиство 1963. у тридесетој години живота.
Значајно је унапредила жанр конфесионалне поезије и позната је по две објављене збирке песама - „Колос и друге песме“ и „Ариел“. Године 1982. постхумно је освојила Пулицерову награду за збирку „Сабране песме“. Ауторка је делимично аутобиографског романа „Стаклено звоно“ који је објављен недуго пре њене смрти.